# ناو تورویل
ناو تورویل (به انگلیسی: French cruiser Tourville) یک کشتی بود که طول آن ۱۹۱ متر (۶۲۶ فوت ۸ اینچ) بود. این کشتی در سال ۱۹۲۶ ساخته شد.